# Tatiana Stepnowska
Tatiana Stepnowska (ur. 1952) – polska filolog, dr hab. nauk humanistycznych.

## Życiorys
W 1985 r. obroniła pracę doktorską pt. Fantastyka naukowa jako odmiana literatury fantastycznej, a w 2001 r. habilitowała się na podstawie pracy zatytułowanej Heretycy i prawomyślni. Rosyjska proza fantastyczna po roku 1917 wobec koncepcji "nowego człowieka". Pracowała jako profesor nadzwyczajny w Instytucie Neofilologii Państwowej Wyższej Szkoły Zawodowej w Płocku oraz w Instytucie Rusycystyki Wydziału Filologicznego Uniwersytetu Łódzkiego.